# 지멘스 (기업)
지멘스 주식회사(독일어: Siemens Aktiengesellschaft 지멘스 악치엔게젤샤프트[*])은 독일의 유럽 최대의 기술 기업이다. 자동화 및 제어, 에너지, 전력 발전, 철도, 의료 등 10개의 주 사업부문을 가진 복합기업이다. 세계적으로 지멘스와 그 계열사 사원 48만명이 190개의 국가에서 일하고 있고, 2006 회계연도에는 세계적으로 약 873억 유로에 달하는 매출을 기록했다. 독일 프랑크푸르트 증권거래소에 상장되어 있고, 2001년 3월 12일부터는 뉴욕 증권거래소에도 상장되어 있다.

## 역사
- 1847년 - 과학자, 발명가 지멘스와 기계공인 할스케와 함께 지멘스-할스케 사를 설립
- 1850년 - 러시아 전역을 연결하는 전신망 사업을 진행화
- 1897년 - 주식회사화
- 1919년 - 지멘스-할스케, 독일 가스, AEG 등 3사의 조명사업 부문을 통합되어 오스람으로 출범
- 1966년 - 지멘스로 사명 변경
- 2000년대 - 에너지와 산업 자동화, 헬스케어 중심을 개편했다.